# Utricularia hirta
Utricularia hirta är en tätörtsväxtart som beskrevs av Jacob Theodor Klein och Heinrich Friedrich Link. Utricularia hirta ingår i släktet bläddror, och familjen tätörtsväxter. Inga underarter finns listade i Catalogue of Life.